# Mobile Army Surgical Hospital
Ein Mobile Army Surgical Hospital (MASH) war ein chirurgisches Feldlazarett der US Army, das in Frontnähe aufgebaut wurde, um Soldaten schnell medizinisch versorgen zu können.

## Geschichte

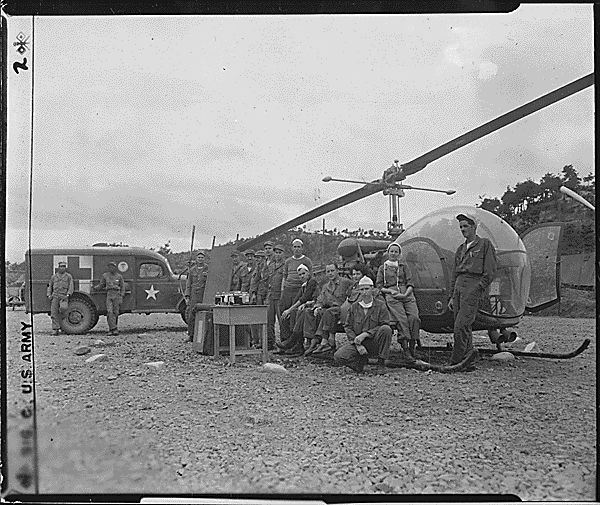
Personal des 8225. MASH der US-Armee in Korea mit Bell 47 Hubschrauber und Dodge WC54 Krankentransportwagen.

Alle MASH-Einheiten boten Platz für zehn Ärzte, etwa zwölf Krankenschwestern, 200 weitere Armeeangehörige und 200 Patienten. In diesen Camps gab es Chirurgen, die unter Schwerstbedingungen verwundete Soldaten versorgten. Der spezielle Typ der MASH-Camps wurde nach dem Zweiten Weltkrieg entwickelt und kam vor allem im Koreakrieg (1950–1953) zum Einsatz. 
Weil diese Lazarette sehr schnell abgebaut und an anderer Stelle wieder aufgebaut werden konnten, konnten sie dem Frontverlauf folgen (manche Einheiten wechselten im Laufe des Koreakriegs dutzende Male die Position). Deswegen war eine sehr schnelle Versorgung der Verwundeten in Frontnähe mit kurzen Transportwegen gewährleistet, wodurch die Erfolgsquote bei der Behandlung erheblich verbessert wurde. 
Anfang der 1990er Jahre wurden Mobile Army Surgical Hospitals (502nd MASH und 212th MASH) während der Jugoslawienkriege auch in Zagreb eingesetzt.
Am 16. Februar 2006 wurde die letzte MASH-Einheit außer Dienst gestellt. Combat Support Hospitals ersetzen die früheren MASH-Einheiten.

## Rezeptionen in der Kultur
Besondere Bekanntheit erhielten die MASHs durch den Roman MASH – A Novel About Three Army Doctors von H. Richard Hornberger (unter dem Pseudonym Richard Hooker veröffentlicht) sowie dem daraus entstandenen Spielfilm und die spätere Fernsehserie, in der die Erlebnisse in einem fiktiven Lazarett während des Koreakriegs kriegskritisch und mit schwarzem Humor erzählt werden.